# 48 Dywizja Piechoty (II RP)
48 Dywizja Piechoty (48 DP) – rezerwowa wielka jednostka piechoty Wojska Polskiego II RP.
W 1939 roku 48 Dywizja Piechoty nie istniała w organizacji pokojowej i wojennej Wojska Polskiego. Dywizja miała być zorganizowana i ujęta w planie mobilizacyjnym „W”, w roku 1940.
W zmianach do planu mobilizacyjnego „W” na rok 1939 ujęto sformowanie na terenie Okręgu Korpusu Nr VIII dwóch dowództw pułków piechoty (208 i 209) dla pomorskich batalionów piechoty typu specjalnego z pododdziałami specjalnymi ale bez plutonu artylerii piechoty.
W następnym roku zamierzano wystawić kwaterę główną dywizji oraz oddziały (pododdziały) i służby dywizyjne, a także włączyć 31 pal.
Biorąc pod uwagę, że 208 i 209 pp (rez.) oraz 31 pal były mobilizowane w alarmie, w grupie jednostek oznaczonych kolorem niebieskim należy zakładać, że dywizja jako całość również byłaby ujęta w tej samej grupie (z wyjątkiem części służb organizowanych na terenie OK I i VIII).

## Struktura organizacyjna
Planowana organizacja wojenna 48 DP. W nawiasach podano nazwy jednostek mobilizujących.
- Kwatera Główna
- 208 pułk piechoty w Bydgoszczy (62 pp)
- 209 pułk piechoty w Chełmnie (66 pp)
- 210 pułk piechoty we Włocławku (14 pp)
- 31 pułk artylerii lekkiej w Toruniu-Podgórzu
- oddziały (pododdziały) dywizyjne i służby (OK I i VIII)